# Alcantarea benzingii
Alcantarea benzingii é uma espécie de  planta do gênero Alcantarea e da família Bromeliaceae.
Espécie pouco conhecida e de distribuição restrita, sendo encontrada somente no Parque Estadual do Forno Grande, em Castelo, região serrana do Espírito Santo, em altitudes próximas a 2000 m.s.m. Morfologicamente, caracteriza-se pelo pequeno porte, por suas inflorescências simples com flores dísticas de pétalas amarelas e brácteas florais lisas de cor amarelo-avermelhada e rosetas lageniformes. É semelhante a Alcantarea farneyi, diferindo dessa principalmente por possuir lâminas
foliares mais largas, flores mais espaçadas e brácteas florais e sépalas mais
longas. Apresenta registros de floração apenas em cultivo entre janeiro e
fevereiro.

## Taxonomia
A espécie foi descrita em 1995 por Elton Martinez Carvalho Leme.

## Forma de vida
É uma espécie rupícola e herbácea.

## Conservação
A espécie faz parte da Lista Vermelha das espécies ameaçadas do estado do Espírito Santo, no sudeste do Brasil. A lista foi publicada em 13 de junho de 2005 por intermédio do decreto estadual nº 1.499-R.

## Distribuição
A espécie é endêmica do Brasil e encontrada no estado brasileiro de Espírito Santo.
A espécie é encontrada no domínio fitogeográfico de Mata Atlântica, em regiões com vegetação de campos de altitude.